# Francis Egerton, 8:e earl av Bridgewater
Francis Henry Egerton, 8:e earl av Bridgewater, född 11 november 1756 i London, död 11 februari 1829 i Paris, var en brittisk donator.
Bridgewater är främst känd för sin donation i syfte att belöna det bästa apologetiska verket om Guds godhet, makt och vishet, som den uppenbarar sig i skapelsen. The Royal Society i London, som förvaltade donationen, delade den mellan författarna till åtta arbeten med nämnda innehåll, som utkom 1833-40, de så kallade "Bridgewateravhandlingarna" (Bridgewater Treatises). Författare var Thomas Chalmers, John Kidd, William Whewell, Charles Bell, Peter Mark Roget, William Buckland, William Kirby och William Prout. Charles Babbage skrev en "nionde" avhandling som inte ingick i projektet.